# Claudio Rapezzi
Claudio Rapezzi (7 ottobre 1951 – Bologna, 14 ottobre 2022) è stato un cardiologo italiano.
Dopo aver conseguito la laurea in Medicina e Chirurgia nel 1976 e la specializzazione in Malattie cardiovascolari nel 1979 presso l'Università di Bologna, ha lavorato come cardiologo presso l'Azienda Ospedaliera Sant'Orsola-Malpighi, diventando prima Primario di Cardiologia e poi direttore del Dipartimento Cardiovascolare e Toracico (dal 2008 al 2013) e infine capo della divisione di Cardiologia (fino al 2019).
Fu consulente delle difese dei quattro poliziotti per il caso Aldrovandi.
Negli ultimi anni è stato anche direttore del Dipartimento di Cardiologia dell'Ospedale Maria Cecilia (Cotignola).

## Carriera universitaria
Professore associato di Cardiologia dal 2001, ha ricoperto il ruolo di direttore della Scuola di specializzazione in Malattie Cardiovascolari dell'Università di Bologna dal 2013 al 2016. In seguito è stato professore ordinario di Cardiologia all'Università di Ferrara.
Era particolarmente apprezzato per la sua capacità didattica creativa, mescolando la cardiologia con citazioni ed analogie tra i metodi investigativi di Sherlock Holmes, del commissario Maigret e di Nero Wolfe, di Umberto Eco, canzoni di Vasco Rossi, ecc.

## Attività scientifica
Rapezzi ha dato un contributo in molti campi della cardiologia, tra elettrocardiografia, cardiologia pediatrica, sindromi coronariche acute, dissezione aortica, scompenso cardiaco, dislipidemie, per finire con le cardiomiopatie e l’amiloidosi cardiaca, per la quale era diventato un esperto a livello mondiale.
L'amiloidosi cardiaca da transtiretina (ATTR-CM) ha sviluppato negli anni un crescente interesse grazie alla disponibilità di un algoritmo per la diagnosi non invasiva: la combinazione di un assorbimento cardiaco di traccianti ossei e l'assenza di proteine monoclonali consente di diagnosticare l'ATTR-CM senza la necessità di dimostrare depositi di amiloide su campioni di tessuto dal cuore; il sistema di classificazione “Perugini” per questa analisi prende il nome da Enrica Perugini, prima autrice di un paper pubblicato nel 2005 dal gruppo di ricerca bolognese coordinato da Claudio Rapezzi, che propose di introdurre questo semplicissimo sistema di classificazione comprendendo l'importanza per la diagnosi differenziale tra amiloidosi a catene leggere e ATTR-CM. Una collaborazione internazionale, guidata da Rapezzi e dal gruppo del National Amyloidosis Centre di Londra, nel 2016 stabilì che i risultati combinati tra captazione di grado 2 o 3 del radiotracciante miocardico alla scintigrafia ossea e assenza di proteine monoclonali nel siero o nelle urine hanno una specificità e valore predittivo positivo per l'amiloidosi cardiaca ATTR del 100%, introducendo così la tecnica di diagnosi non invasiva di ATTR-CM che è ora adottata in tutto il mondo.
Negli stessi anni, uno studio stava valutando lo stabilizzatore tafamidis in pazienti con ATTR-CM; i risultati di questo studio, presentati da Rapezzi durante il meeting della Società Europea di Cardiologia del 2018 a Monaco, hanno aperto una nuova strada terapeutica per i pazienti con ATTR-CM: il tafamidis rimane ancora l'unico trattamento approvato per l'ATTR-CM.